# Achille Occhetto
Achille Occhetto (Turín, 3 de marzo de 1936) es un político italiano. Fue el último secretario general del Partido Comunista Italiano (PCI) y el primero del Partido Democrático de la Izquierda (PDS).

## Biografía política

### Etapa comunista
Fue secretario nacional de la Federación Juvenil Comunista Italiana desde el 1963 al 1966. Posteriormente es secretario regional del PCI en la provincia de Sicilia donde destaca por su lucha contra la mafia.
En 1988 es elegido secretario nacional del PCI sustituyendo a Alessandro Natta. Durante su secretariado el PCI asiste a la caída del muro de Berlín y a la disolución de la URSS. Occheto considerando terminada la experiencia del comunismo, apoya la disolución del PCI y la creación de un nuevo partido, el Partido Democrático de la Izquierda, más próximo a tesis socialdemócratas. Sin embargo, una parte del PCI decide fundar Refundación Comunista.

### Etapa poscomunista
Occheto es el primer secretario nacional de DS. Pero tras la derrota en las elecciones de 1994 ante Silvio Berlusconi abandona el secretariado, retirándose de la primera línea de la política. 
Desde 2006 es parlamentario europeo, incluido en el grupo Partido Socialista Europeo.

### Etapa rojiverde o ecosocialista
Después del largo camino del "exilio político" Ochetto se adhiere en el 2007 al grupo de disidentes de su antiguo partido, DS, denominado Sinistra Democratica (Izquierda Democrática) contrarios a la fusión con los centristas de Prodi. En seguido Ochetto, como parte de la Sinistra, ha acabado ingresando con el nuevo proyecto de federación de la izquierda socialista, izquierdista y ecologista italiano, la Sinistra Arcobaleno, en diciembre de 2007.